# Isla Rasa (México)
Isla Rasa  es una isla volcánica de México ubicada en el golfo de California o mar de Cortés pertenece a Baja California, específicamente se encuentra dentro de la jurisdicción del municipio de Mexicali.

## Geografía
La isla tiene poco más de 57 hectáreas de extensión, su longitud máxima supera un poco los 1160 metros en sentido oeste-noroeste, este-sureste y su anchura máxima es de aproximadamente 650 metros en sentido nornoreste, sur-suroeste. Se encuentra aproximadamente a 22.7 km al este de la costa la península de Baja California, en las coordenadas 112°58'47' ' longitud oeste y 28°49'22' ' de latitud norte.
Esta isla se encuentra en la región de las grandes islas del golfo de California; dista poco más de 38 km de la isla Tiburón la cual es la más grande de México y a casi 22 km de isla Ángel de la Guarda, la cual es la segunda más grande del país.
Se trata de una isla deshabitada; la población más cercana a la isla es Bahía de los Ángeles, municipio de Ensenada, que se encuentra alrededor de 55.5 km al oeste-noroeste. La altura máxima de esta isla ronda los 35 m s. n. m. y del hecho de que no existan eminencias relevantes en esta isla, al parecer, se desprende su nombre que significa plano, libre de estorbos.

## La isla Rasa como área natural protegida
Por carecer de depredadores terrestres y por ser una de las áreas marítimas de mayor productividad en el planeta esta isla ha sido el sitio de anidación de varias especies de aves marinas, entre las que destacan la gaviota ploma o gaviota mexicana (Larus heermanni) y el charrán elegante (Thalasseus elegans), cuyas colonias de anidación, en ambos casos, representaban el 95% de la población mundial de esas especies hacia el año 2010. Desde el año 1964 se decretó como zona de reserva natural y refugio de aves, en 1995 se declara reserva de la biósfera por parte de la UNESCO,  y en 2005 se le otorga el título de patrimonio natural de la humanidad por parte de ese mismo organismo junto con otras 243 islas del mar de Cortés. La isla Rasa también fue declarada sitio Ramsar, el 2 de febrero de 2006.